# Trío para piano (Chaikovski)

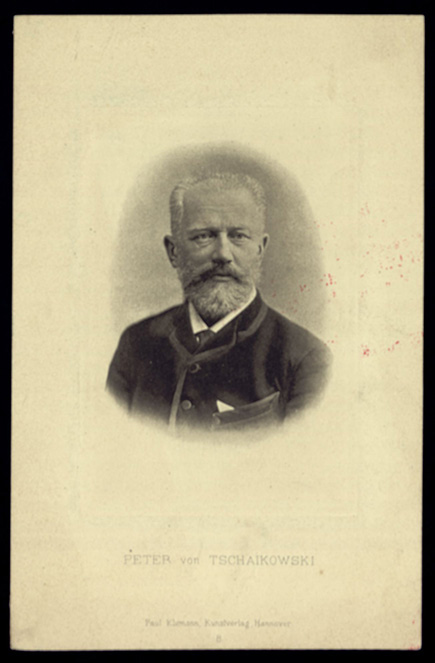
Piotr Chaikovski

El Trío para piano en la menor, Op. 50 fue compuesto por Piotr Ilich Chaikovski entre 1881 y 1882.

## Historia
La composición de la pieza se desarrolló en Roma entre diciembre de 1881 y finales de enero de 1882. Está subtitulado À la mémoire d’un grand artiste [En memoria de un gran artista], en referencia a Nikolái Rubinstein, su íntimo amigo y mentor, fallecido el 23 de marzo de 1881. Está compuesto para piano, violín y violonchelo.

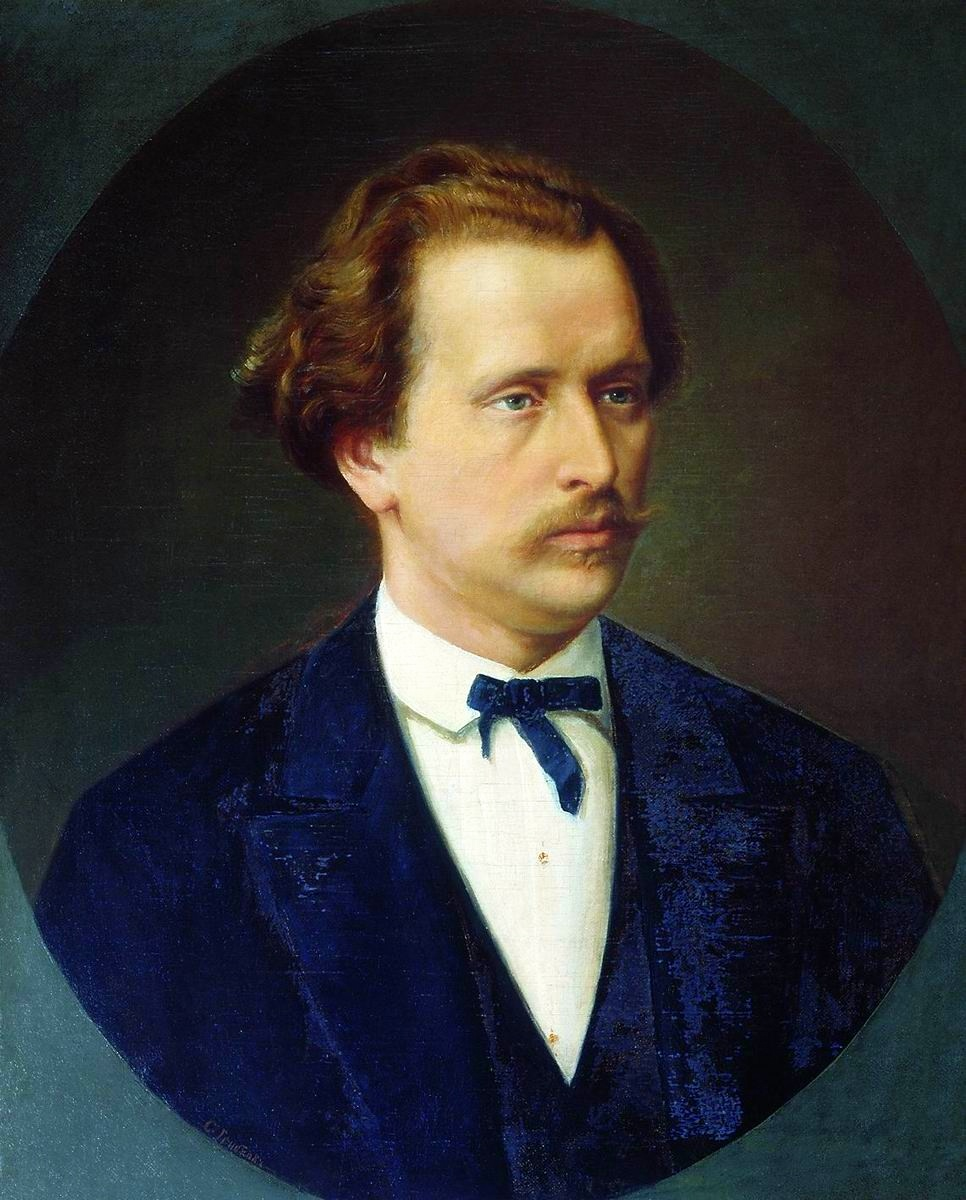
Nikolái Rubinstein

La primera versión de la obra fue completada a finales de enero de 1882. En marzo y abril, se realizaron interpretaciones privadas. Después la obra pasó por una revisión considerable antes de su estreno el 30 de octubre en un concierto del cuarteto de la Sociedad Musical Rusa en Moscú. Los músicos que participaron en la interpretación fueron Serguéi Tanéyev (piano), Jan Hřímalý (violín) y Wilhelm Fitzenhagen (violonchelo).

## Estructura y análisis
La obra que está marcada por un enfoque trágica y elegiaco, se divide en dos movimientos:
I. Pezzo elegiaco (Moderato assai– Allegro giusto) (en la menor) (aproximadamente 20 minutos)
II. (A) Tema con variazioni: Andante con moto (en mi mayor ) – (B) Variazione finale e coda (en la mayor – la menor) (aproximadamente 27 minutos)
Tiempo total: aprox. 47 minutos
Las variaciones son las siguientes:
Var I
Var II: Più mosso
Var III: Allegro moderado
Var IV: L'istesso tempo (Allegro moderato)
Var V: L'istesso tempo
Var VI: Tiempo de Valse
Var VII: Allegro moderado
Var VIII: Fuga (Allegro moderado)
Var IX: Andante flebile, ma non tanto
Var X: Tempo de mazurca
Var XI: Moderato
Variaciones finales y coda: Allegro risoluto e con fuoco
Coda: Andante con moto – Lugubre (L'istesso tempo)
El Pezzo elegiaco es un primer movimiento romántico, oscuramente inquietante y bastante convencional, con un hermoso solo de violonchelo inicial con un tema que regresa para la marcha fúnebre final.
El segundo movimiento es bastante más inusual: comienza con una melodía casi clásica, muy parecida a las Variaciones sobre un tema rococó para violonchelo de Chaikovski, y luego continúa con un conjunto de variaciones, también como en las Variaciones rococó. Después de alcanzar alturas cada vez más extáticas que culminan con la variación final, de repente pasa por una sorprendente modulación a la tonalidad menor original, y el tema del primer movimiento regresa con una gravedad aún mayor, y toda la pieza concluye con la marcha fúnebre.

## Trasfondo
Esta fue la única obra que Chaikovski escribió para la combinación de trio de piano, violín y violonchelo. En 1880, su benefactora Nadezhda von Meck, le había pedido tal pieza, pero él se negó, diciéndole en su carta de 5 de noviembre de 1880:
Me preguntas por qué nunca he escrito un trío. Perdóname, querida amiga. Haría cualquier cosa para darte placer, pero esto me supera. . . Simplemente no soporto la combinación del piano con el violín o el violonchelo. En mi opinión, el timbre de estos instrumentos no se mezcla bien... es una tortura para mí tener que escuchar un trío de cuerdas o una sonata de cualquier tipo para piano y cuerda. En mi opinión, el piano sólo puede ser eficaz en tres situaciones: solo, con la orquesta, o como acompañamiento, es decir, como fondo de una canción vocal.
Pero un año después, compuso el trío con piano sin que se lo pidieran, cuando también tenía a su disposición muchos otros géneros o combinaciones instrumentales.
En una carta a von Meck del 27 de diciembre de 1881, volvió a referirse a su "antipatía por esta combinación de instrumentos". Escribió: "... a pesar de esta antipatía, estoy pensando en experimentar con este tipo de música, que hasta ahora no he abordado. Ya he escrito el comienzo de un trío. No sé si lo terminaré y si saldrá bien, pero me gustaría mucho llevar lo que he comenzado a una conclusión satisfactoria. No os ocultaré el gran esfuerzo de voluntad que requirió plasmar mis ideas musicales en esta nueva e inusual forma. Pero me gustaría superar todas estas dificultades. . .
Completó sus bocetos el 20 de enero de 1882, y completó la partitura el 25 de enero. Ese día volvió a escribirle a von Meck: "El trío está terminado... ahora puedo decir con cierta convicción que mi trabajo no es del todo malo. Pero me temo que, después de haber escrito toda mi vida para orquesta y haberme dedicado tarde a la música de cámara, no he podido adaptar las combinaciones instrumentales a mis pensamientos musicales. En resumen, me temo que he podido haber arreglado música de carácter sinfónico como trío, en lugar de escribir directamente para los instrumentos. He tratado de evitar esto, pero no estoy seguro de haberlo logrado." 
Dio los toques finales al trío el 9 de febrero (la partitura está anotada "Roma, 28 de enero - 9 de febrero de 1882") y lo envió a sus editores el 11 de febrero, pidiendo que Serguéi Tanéyev apareciera como piano solista en el estreno. Tanéyev, el violonchelista Wilhelm Fitzenhagen y el violinista Jan Hřímalý tuvieron acceso a la partitura e hicieron una serie de sugerencias para mejorarla, que Chaikovski aceptó.
El 23 de marzo, primer aniversario de la muerte de Nikolái Rubinstein, se celebró una actuación privada con los solistas antes mencionados en el Conservatorio de Moscú, mientras Chaikovski estaba en Italia. Regresó a Rusia en abril y escuchó el Trío por primera vez, en otra interpretación privada, tras la cual hizo algunas revisiones. Estas incluyeron insertar una pausa antes de la coda Andante y reescribir la parte de piano del final. Tanéyev también reescribió la Variación VIII, un cambio aprobado por Chaikovski.
La obra fue interpretada durante la visita de Chaikovski a los Estados Unidos en 1891, en una recepción para el compositor en la embajada rusa en Washington D. C..